# Nymphicula callichromalis
Nymphicula callichromalis là một loài bướm đêm trong họ Crambidae.